# Óscar Casas
Óscar Casas Sierra (Barcelona, 21 de setembro de 1998) é um ator espanhol.
Ele já participou de mais de trinta ficções cinematográficas e televisivas, tendo iniciado sua carreira com apenas 7 anos de idade.

## Biografia e vida pessoal
Óscar Casas nasceu em Barcelona em 21 de setembro de 1998. É filho de Heidi Sierra e Ramón Casas e o quarto dos cinco irmãos Casas, sendo o ator Mario Casas o mais velho de seus irmãos.

## Carreira
Óscar Casas começou no mundo da atuação com pequenas aparições e comerciais. Ele interpretou o personagem de seu irmão em várias ocasiões, como no filme Fuga de cerebros e nas séries SMS e El barco. Sua primeira aparição creditada foi em Abuela de verano (2005) como Miguel. Mais tarde, ela conseguiu personagens em filmes como 53 días de invierno, O Orfanato e Ángeles S.A., após o qual conseguiu se juntar ao elenco da série Águila Roja interpretando o papel de Gabi. Posteriormente, ele deixou a série para ir estudar na Irlanda. Casas interpretou Iván, o protagonista do filme El sueño de Iván.
Casas também integrou o elenco de outras séries de televisão, bem como Si fueras tú (2017), Cuéntame cómo pasó (2018), Instinto (2019), Siempre bruja (2020), entre outras. Além de ter atuado nos filmes Proyecto Tiempo: El juego (2017), Los Rodríguez y el más allá (2019), Xtremo (2021), entre outros.

## Filmografia

### Cinema
| Ano  | Título                                    | Personagem       |
| ---- | ----------------------------------------- | ---------------- |
| 2006 | 53 días de invierno                       | Pablo            |
| 2007 | O Orfanato                                | Tomás Espósito   |
| 2007 | Ángeles S.A.                              | Dani             |
| 2008 | Proyecto Dos                              | Mateo            |
| 2008 | No me pidas que te bese, porque te besaré | Niño piscina     |
| 2009 | Fuga de cerebros                          | Emilio (11 años) |
| 2011 | El sueño de Iván                          | Iván García      |
| 2017 | Proyecto Tiempo: El juego                 | Hugo Andrade     |
| 2018 | Til vi falder                             | Emilio           |
| 2019 | Los Rodríguez y el más allá               | Bosco            |
| 2021 | Granada Nights                            | Lucas            |
| 2021 | Xtremo                                    | Leo              |
| 2022 | Últimas Voluntades                        | Andrés           |

### Televisão
| Ano       | Título                                | Personagem            | Notas        |
| --------- | ------------------------------------- | --------------------- | ------------ |
| 2005      | Abuela de verano                      | Miguel                | 13 episódios |
| 2006      | SMS                                   | Damián                | 3 episódios  |
| 2006–2007 | Los Serrano                           | Diego Serrano (niño)  | 2 episódios  |
| 2007      | Génesis, en la mente del asesino      | Sancho                | 1 episódio   |
| 2007      | Cuenta atrás                          | Dani                  | 1 episódio   |
| 2007      | Gominolas                             | Tinín                 | 7 episódios  |
| 2007–2008 | Planta 25                             | Borja                 | 59 episódios |
| 2008      | Fuera de lugar                        | Jorge Hidalgo         | 8 episódios  |
| 2008      | Serrallonga, la llegenda del bandoler | Extra                 | 1 episódio   |
| 2009–2016 | Águila Roja                           | Gabriel "Gabi" García | 54 episódios |
| 2012      | El barco                              | Ulises (niño)         | 1 episódio   |
| 2012      | Carmina                               | Fran Rivera           | 1 episódio   |
| 2017      | O final do camiño                     | Sancho                | 1 episódio   |
| 2017      | Si fueras tú                          | Rafael Castro         | 7 episódios  |
| 2018      | Cuéntame cómo pasó                    | Bruno                 | 13 episódios |
| 2019      | Instinto                              | José Mur Seco         | 8 episódios  |
| 2020      | Siempre bruja                         | El pirata Kobo        | 8 episódios  |
| 2020      | HANNA                                 | Juan                  | 2 episódios  |
| 2020      | The Liberator                         | Rodríguez             | 1 episódios  |
| 2021      | Jaguar                                | Castro                | 6 episódios  |